# Yung Bae
Dallas Cotton, conocido como Yung Bae, es un productor de Portland, su álbum más conocido es Bae.

## Biografía
Nació en 1994 cuando Cotton Dallas, Yung Bae empezó como productor de música fuera de Portland, Oregón. Y asistió a la Oregon State University. Su primer álbum estuvo titulado Bae. Desde entonces se mudó y empezó a hacer música en la ciudad de Los Ángeles.

## Carrera Musical
Yung Bae es un productor de Future funk, comenzó lanzando diferentes títulos en plataformas musicales como Bandcamp y más adelante estos tuvieron millones de streams en plataformas como Spotify
Para 2019 entró la lista Billboard Dance to Watch y para ese mismo año hizo una gira mundial en apoyo con su álbum Bae, esta gira incluyó países como Singapur e importantes festivales como Coachella

## Discografía
| Año  | Álbum                | Notas |
| ---- | -------------------- | ----- |
| 2014 | Bae                  | [ 5 ] |
| 2016 | BAE 2                | [ 5 ] |
| 2016 | BA3                  | [ 5 ] |
| 2016 | Skyscraper Anonymous | [ 5 ] |
| 2016 | Bae: Side B          | [ 5 ] |
| 2017 | B4E                  | [ 5 ] |
| 2019 | Bae 5                | [ 5 ] |